# 피에르 드 카르카비

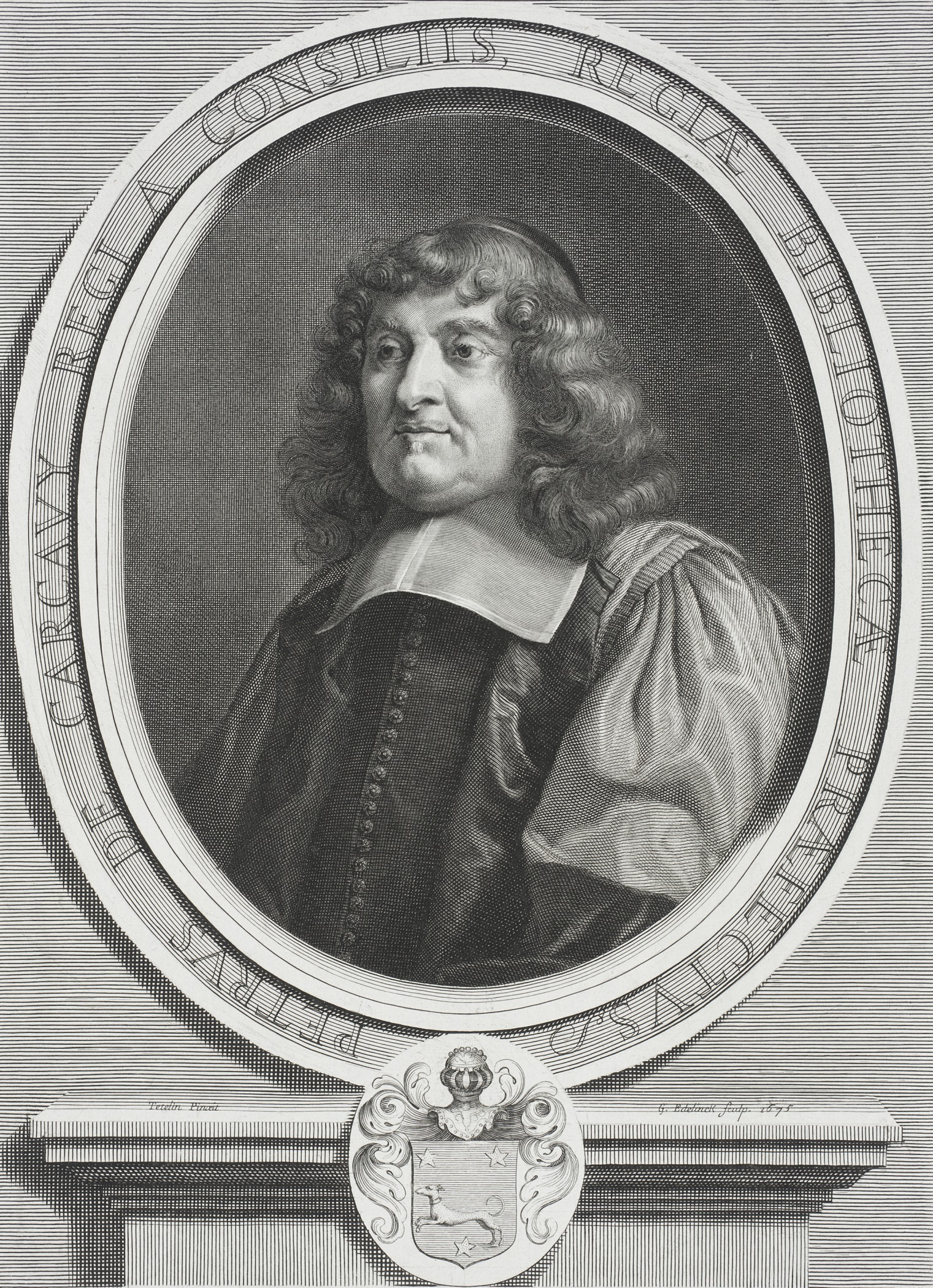

피에르 드 카르카비(Pierre de Carcavi, 1600년 - 1684년)는 프랑스 출신의 아마추어 수학자이다. 수학 연구보다는 수학 서신으로 유명하다. 대학 교육은 받지 않았다. 1632년 페르마와 만났다.